# الکسندریا اوکاسیو کورتز
الکسَندریا اُکاسیو-کورتز (انگلیسی: Alexandria Ocasio-Cortez‏؛ ‎i‎/oʊˌkɑːsioʊ kɔːrˈtɛz/‎؛ اسپانیایی: [oˈkasjo koɾˈtes]؛ زادهٔ ۱۳ اکتبر ۱۹۸۹) فعال سیاسی، آموزگار، سازمان‌دهندهٔ جامعه و سیاستمدار دموکراتیک آمریکایی است که از ژانویه ۲۰۱۷ به عنوان عضو مجلس نمایندگان ایالات متحده آمریکا از حوزه ۱۴ام نیویورک خدمت می‌کند. در تاریخ ۲۶ ژوئن ۲۰۱۸، اُکاسیو-کورتز با شکست یکی از اعضای با سابقهٔ کمیتهٔ مجلس دموکرات‌ها، جوی کراولی در حوزه انتخابی چهاردهم نیویورک، برندهٔ انتخابات حزب دموکرات در این منطقه شد. پیروزی که از آن به عنوان بزرگ‌ترین شکست غیرمنتظره در انتخابات میان‌دوره‌ای سال ۲۰۱۸ یاد می‌گردد اُکاسیو-کورتز یکی از اعضای سوسیالیست‌های دموکراتیک آمریکا است و توسط نهادهای سیاسی ترقی‌خواه و افراد متعددی مورد تأیید و حمایت قرار گرفته‌است.
او جوان‌ترین نماینده زن کنگره در تاریخ آمریکاست.

## شغل
پس از دانشگاه، اُکاسیو-کورتز به برانکس بازگشت تا با کار در دو جا، متصدی بار و گارسون در رستورانی مکزیکی، به مادرش برای سلب حق اقامهٔ دعوا خانه‌شان پس از مرگ پدرش به دلیل سرطان، کمک کند. وی همچنین در آن دوره به عنوان آموزگار مشغول به کار بود و شرکت انتشاراتی با نام Book Avenue Press بنیان نهاد که هدفش ارائهٔ تصویری مثبت از برانکس به کودکان این منطقه بوده‌است.
الکساندریا در سال ۲۰۱۶ در کمپین انتخاباتی ریاست جمهوری برنی سندرز مشغول به کار شد. با فعالیت در این کمپین و سفر به شهرهای مختلف آمریکا بود که وی متوجه شد تنها راه رسیدن به جایگاه‌های سیاسی، ثروت، تأثیر اجتماعی و قدرت نیست. بلکه ملاقات با افرادی که تمام زندگی‌شان را برای محافظت از جامعه‌شان وقف کرده بودند، الهام‌بخش ورود الکساندریا به عرصهٔ سیاست و تلاش برای اعمال تغییرات در شرایط موجود بود.
وی دارای لیسانس اقتصاد و روابط بین‌الملل با درجه عالی (cum laude) از دانشگاه بوستون است.
وی از حامیان برنی سندرز در انتخابات ریاست‌جمهوری ۲۰۱۶ آمریکا بود.
وی مورد تأیید باراک اوباما چهل و چهارمین رئیس‌جمهور آمریکا در انتخابات میان دوره ای ۲۰۱۸ آمریکا قرار گرفت.